# 게이츠 (드라마)
게이츠(The Gates)는 2010년 6월 20일부터 9월 19일까지 ABC에서 방영된 텔레비전 드라마이다.